# Agostina Longo
Agostina María Longo   (Olivos, Buenos Aires, Argentina; 14 de febrero del 1984) más conocida cómo Agostina Longo, es una actriz de doblaje y locutora argentina. Es conocida por interpretar el personaje de Dolores en Mini Beat Power Rockers. 

## Vida personal

### Locutora
Agostina empezó a ser actriz gracias a su universidad. Cerca de 2005, logró egresar. Agostina estaba preparada para hacer comerciales, y su carrera de locución, la empezó en México. 

### Vida personal
Agostina Longo nació el 14 de febrero del 1984 en Olivos, Argentina.  Agostina, en sus inicios, trabajó como secretaria y niñera. 